# Augusta Read Thomas
Augusta Read Thomas (Glen Cove (New York), 24 april 1964) is een Amerikaans componiste en muziekpedagoog.

## Levensloop
Thomas volgde na haar opleiding aan de middelbare scholen (Green Vale School en St. Paul's School in Concord, New Hampshire) de muziekstudie bij Jacob Druckman aan de Yale-universiteit in New Haven (Connecticut). Vervolgens studeerde zij aan de Royal Academy of Music in Londen bij Paul Patterson. Haar studies voltooide zij bij Alan Stout en Martin William Karlins aan de Northwestern-universiteit in Evanston (Illinois). 
Zij doceerde van 1993 tot 2001 aan de Eastman School of Music in Rochester (New York), maar zij stapte later over naar de School of Music van de Northwestern-universiteit in Evanston (Illinois). Tijdens haar verblijf in Rochester werd zij huiscomponiste van het Chicago Symphony Orchestra, een functie die zij tot 2006 vervulde. In 2006 stopte zij met haar werkzaamheden als docente aan de Northwestern-universiteit en richtte zich volledig op het componeren. In de zomermaanden doceert zij aan de Tanglewood Music Center en was in 2009 directeur van het festival voor hedendaagse muziek in Tanglewood. In 2007 behoorde haar compositie Astral Canticle, een dubbelconcert voor viool, dwarsfluit en orkest tot de finalisten bij de Pulitzerprijs in muziek. 
Thomas is vanaf 2000 bestuurslid van het American Music Center en was van 2005 tot 2008 de voorzitter. Zij werd gekozen als lid van de American Academy of Arts And Letters in 2009. 
In juli 2011 werd zij professor voor compositie in de muziekafdeling aan de Universiteit van Chicago.. 
Thomas' composities zijn voornamelijk aan traditionele modellen zoals de sonatevorm en traditionele stijlen gelieerd, maar er zijn ook invloeden van de jazz en componisten zoals Luciano Berio in haar werken te herkennen. Tegenwoordig is zij huiscomponist van het "New Haven Symphony Orchestra".

## Composities

### Werken voor orkest

#### Concerten voor instrumenten en orkest
- 1990 Concerto "Vigil", voor cello en kamerorkest
- 1990 Meditation, concert voor trombone en orkest
- 1997 Concerto "Spirit Musings", voor viool en kamerorkest
- 1999 Concerto "Aurora", voor piano en orkest
- 1999 Ritual Incantations, concert voor cello, concertino groep (dwarsfluit, hobo, viool) en kamerorkest
- 2000 Aurora, voor piano en kamerorkest
- 2003 Canticle Weaving, concert nr. 2 voor trombone en orkest
- 2005 Astral Canticle, dubbelconcert voor viool, dwarsfluit en orkest
- 2008 Concerto nr. 3 "Juggler in Paradise", voor viool en orkest

#### Andere werken voor orkest
- 1995 Words of the Sea, voor orkest
- 1998 Concert voor orkest - Orbital Beacons
- 1999 Ceremonial, voor orkest
- 2001 Prayer Bells, voor orkest
- 2002 Trainwork, voor orkest
- 2002 Light the First Light of Evening, voor orkest
- 2002 Sunlight Echoes, voor orkest
- 2003 Tangle, voor orkest
- 2004 Galaxy Dances, voor orkest
- 2004 Shakin' - Homage to Elvis Presley and Igor Stravinsky, voor orkest
- 2005 Credences of Summer, voor orkest
- 2006 Prayer and Celebration, voor kamerorkest
- 2006-2007 Helios Choros, a Ballet (Sun God Dancers), een triptiek voor orkest 
  1. Helios Choros I
  2. Helios Choros II
  3. Helios Choros III
- 2007 Terpsichore's Dream, ballet voor kamerorkest
- 2009-2010 Jubilee, voor orkest
- 2010 Of Paradise and Light, voor strijkorkest
- 2010 Radiant Circles, voor orkest
- 2010 Of Paradise and Light, voor orkest

### Werken voor harmonieorkest
- 2000 Ring, Flourish, Blaze!, een fanfare voor 16 hout- en koperblazers
- 2001 magnecticfireflies, voor harmonieorkest
- 2004 Dancing Galaxy, voor harmonieorkest
- 2004 Silver Chants the Litanies - in memoriam Luciano Berio, concert voor hoorn, strijkkwartet en blazers

### Muziektheater

#### Balletten
| Voltooid in | titel                           | aktes       | première                                                | libretto                                                                 | choreografie |
| ----------- | ------------------------------- | ----------- | ------------------------------------------------------- | ------------------------------------------------------------------------ | ------------ |
| 2006-2007   | Helios Choros (Sun God Dancers) | 3 bedrijven | tot nu (nov. 2010) uitsluitend concertante uitvoeringen | Griekse mythologie en humanistisch ritueel (Beschrijving van het ballet) |              |
| 2008        | Dream Threads                   | 1 akte      | 17 mei 2009, Tampa, Tampa Bay Performing Arts Center    |                                                                          | Tom Gold     |

### Werken voor koor
- 1995 The Rub of Love, voor gemengd koor - tekst: anonieme Griekse dichter
- 1996 Alleluia, voor gemengd koor
- 1996 Psalm 91: Verse 11, voor gemengd koor
- 1997 Love Songs, voor gemengd koor - tekst: van zeven dichters
- 2002 Four Basho Settings, voor jeugdkoor (SSAA)
- 2002 Sunlight Echoes, voor gemengd koor en orkest - tekst: Emily Dickinson
- 2004 Fruit Of My Spirit, voor gemengd koor - tekst: Johannes 15:5 en parafrasen van Brief van Paulus aan de Galaten 5:22, 23
- 2004 Purple Syllables, voor gemengd koor
- 2005 The Rewaking, voor mannenkoor - tekst: William Carlos Williams
- 2007 Juggler of Day, voor vrouwenkoor (SSAA) - tekst: Emily Dickinson

### Vocale muziek
- 2000 Ring Out, Wild Bells, to the Wild Sky, voor sopraan, groot gemengd koor en orkest - tekst: Alfred Lord Tennyson
- 2001 among dawn flowers, voor sopraan en piano - tekst: Basho
- 2001 Daylight Divine, voor sopraan, kinderkoor en orkest - tekst: Gerard Manley Hopkins
- 2002 Chanting to Paradise, voor sopraan, gemengd koor en orkest
- 2002 In My Sky at Twilight, voor sopraan en kamerorkest
- 2002 Song in Sorrow, voor sopraan, vrouwensextet, gemengd koor en orkest - tekst: van 40 verschillende dichters
- 2003 Bubble: Rainbow (spirit level), voor sopraan en ensemble (dwarsfluit, hobo, viool, cello, piano, slagwerkers (vibrafoon - motor off, 2 crotales in Es en D  en 2 bongos))
- 2004 Gathering Paradise, liederencyclus voor sopraan en orkest
- 2004 Final Soliloquy of the Interior Paramour, voor mezzosopraan, countertenor en klein ensemble
- 2004 Prairie Sketches I: Diamonds on Orchid Velvet, voor sopraan, 3 vrouwenstemmen of een klein kinderkoor, dwarsfluit, hobo, klarinet, harp, viool, cello en slagwerk
- 2004 Sun Songs — Three Micro-Operas, voor mezzosopraan en drie slagwerkers - tekst: Emily Dickinson
- 2008 Absolute Ocean, voor sopraan, harp en kamerorkest - tekst: Edward Estlin Cummings

### Kamermuziek
- 1991 rev.2002 Chant, voor cello en piano
- 1999 Passion Prayers, voor solo cello en 6 instrumenten (dwarsfluit, klarinet, viool, piano, harp en slagwerk)
- 1999-2000 Fugitive Star, voor strijkkwartet
- 1999-2002 Sun Threads, voor strijkkwartet 
  1. Eagle at Sunrise
  2. Invocations
  3. Fugitive Star
  4. Rise Chanting
- 2000 ...a circle around the sun..., voor pianotrio
- 2000 Invocations, voor strijkkwartet
- 2001 Eagle at Sunrise, voor strijkkwartet
- 2001 Murmurs in the Mist of Memory, voor 11 solo strijkers
- 2001 Rumi Settings, voor viool en altviool
- 2002 Rise Chanting, voor strijkkwartet
- 2005 Carillon Sky, voor viool (of altsaxofoon) en klein ensemble (dwarsfluit (ook: piccolo), hobo, klarinet, trompet, trombone, twee slagwerkers, piano, harp, viool, altviool, cello en contrabas)
- 2005 Moon Jig, voor viool, cello en piano
- 2006 Silent Moon, voor viool en altviool
- 2006 Toft Serenade, voor viool en piano
- 2007 Cantos for Slava - In Celebration Mstislav Rostropovich, voor cello en piano
- 2007 Dancing Helix Rituals, voor viool, klarinet en piano
- 2007 Scat, voor dwarsfluit (of hobo), viool, altviool, cello, piano (of klavecimbel)
- 2007 Scherzi Musicali, voor 2 trompetten in C, hoorn en trombone
- 2009 Capricious Angels, voor acht spelers (dwarsfluit, hobo, klarinet, hoorn, 3 violen en 1 altviool)
- 2010 Jeu D'Esprit, voor twee trompetten

### Werken voor piano
- 1996-2005 Zes Etudes
- 2001 Around Midnight Variation
- 2005 Traces
- 2006 Love Twitters
- 2007 Eurythmy Etude
- 2008 Ballade "Weaving Skyward"

### Werken voor gitaar
- 2005 Memory: Swells, voor gitaar duet